# Pterodactylus
Pterodactylus („křídelní prst“) byl rod pterodaktyloidního ptakoještěra, žijícího na území dnešního Německa a zřejmě i jinde v Evropě a snad i Africe v období svrchní jury (asi před 151 až 148 miliony let). Jeho fosilie byly objeveny již v průběhu 18. století a patří tak k prvním objeveným ptakoještěrům vůbec.

## Historie
Tento létající plaz je jedním z prvních objevených a vědecky popsaných ptakoještěrů vůbec (dříve byl objeven nejspíš jen Pester Exemplar – dnes Aurorazhdarcho micronyx). První zkameněliny pterodaktylů byly identifikovány již kolem roku 1784 italským učencem Cosimou A. Collinim. Řádně vědecky popsán pak byl počátkem 19. století. Vzhledem k anatomické podobnosti kostry pterodaktyla a krokodýlů se vžilo již v této době nepřesné označení „létající plazi“ (ptakoještěři však nebyli plazy v klasickém slova smyslu).

## Popis

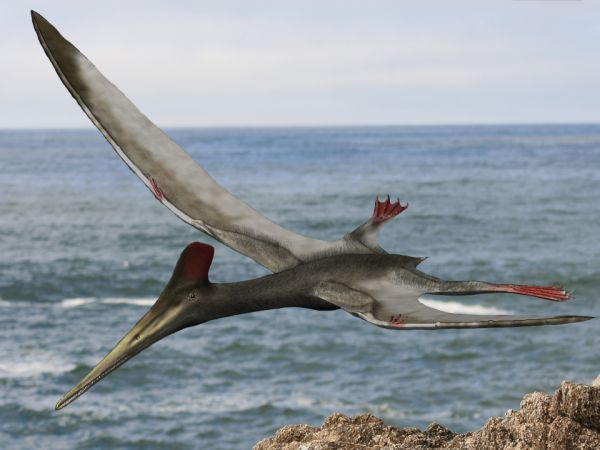
Rekonstrukce vzezření pterodaktyla.

Pterodaktylové byli drobní dravci, kteří se živili zejména rybami a jinými malými obratlovci, případně i bezobratlými. K lovu jim sloužily také drobné kuželovité zuby na okrajích čelistí (v počtu až 90). Rozpětí křídel pterodaktylů dosahovalo jen kolem 1 až 1,5 metru u dospělých exemplářů, patřil tedy mezi menší ptakoještěry. V současnosti je známo přinejmenším 30 fosilních exemplářů, mnoho z nich přitom představuje mláďata a nedospělé jedince.
Největší exempláře těchto ptakoještěrů mohly dorůstat v rozpětí křídel i přes 2 metry, jejich systematické postavení ale není zcela vyjasněno.